# 韋特·霍伊特
韋特·查爾斯·霍伊特（英語：Waite Charles Hoyt，1899年9月9日—1984年8月25日），為美國職棒大聯盟的投手。生涯曾效力過巨人、紅襪、洋基、老虎、運動家、道奇與海盜等隊。霍伊特是1920年代的大聯盟強投。他在這10年間都待在洋基隊，並拿下3次世界大賽冠軍。可說是締造洋基王朝的奠基者。他於1969年入選名人堂，1984年去世。

## 早年
霍伊特生於布魯克林，他從小就是道奇隊的球迷。他高中就讀當地的Erasmus Hall高中。

## 職業生涯

### 棒球生涯
霍伊特15歲的時候，就被巨人隊的總教練約翰·麥格勞簽下。當時球隊還給他一個外號叫做「驚奇少年」。
不過因為年紀太輕加上經驗不足，導致霍伊特在巨人的表現還不夠好。他只在巨人出賽一年就被交易至紅襪，後來他的表現慢慢被洋基隊給注意到。最後洋基在1920年末成功挖角霍伊特。他在洋基的首個賽季就投出單季19勝，而且還在該年的世界大賽投出3場完投，而且這三場完投他失兩分都不是自責分，這讓他追平了馬修森單年度世界大賽最多局數（27）無自責分的紀錄，然而最後洋基輸給了霍伊特的老東家巨人隊。他生涯在洋基隊參與6次世界大賽，並拿下3座冠軍。後來他在運動家也有參與一次世界大賽，不過最後球隊輸給紅雀。離開洋基隊的霍伊特表現也隨著年紀增長而漸漸下滑。
1938年，霍伊特宣布退休。他生涯拿下237勝182敗，防禦率3.59。另外他在世界大賽投出6勝4敗，一度成為世界大賽勝投王。
霍伊特生涯有高達36位同隊過的隊友後來都入選名人堂，這個數字也是一項大聯盟紀錄。

### 多才多藝
霍伊特不僅會打棒球，他在休賽季還會去參加歌舞雜耍表演。另外他還會打籃球、作畫與寫作。

## 晚年
霍伊特於1922年結婚，不過這段婚姻僅維持10年。後來他在1932年再婚，1982年，霍伊特的妻子去世。
1983年，霍伊特選擇再婚。不過他在隔年就因為心臟衰竭去世，享年84歲。他的第三任妻子一直活到2015年才去世。後來霍伊特葬在辛辛那提。

## 外部連結
- 球員資訊和成績在MLB ，ESPN，Retrosheet ，Baseball Reference ，Baseball Reference (Minors) ，Fangraphs ，The Baseball Cube （英文）